# Meriem Lebdiri

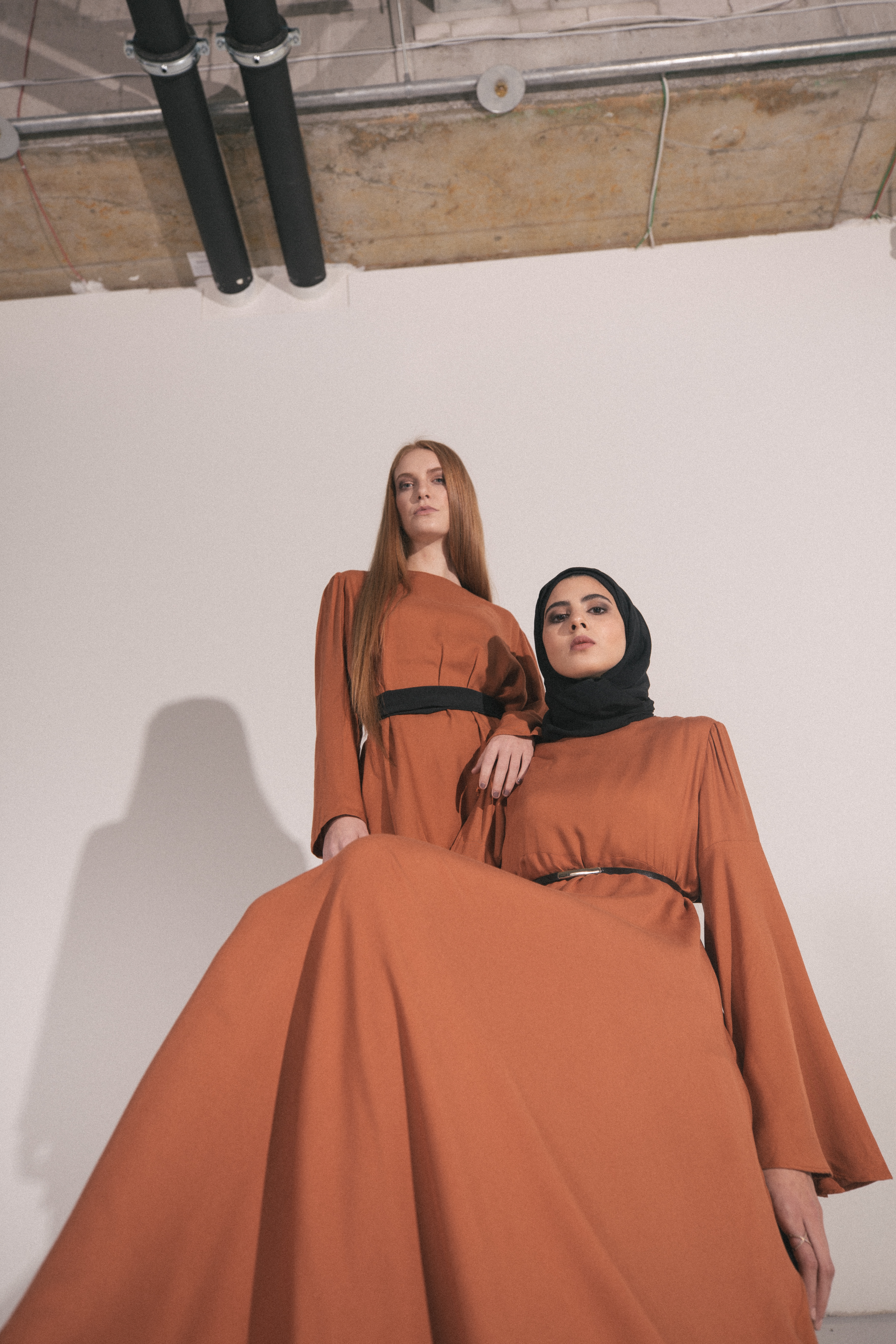
Mizaan Kollektion von Meriem Lebdiri (2018)

Meriem Lebdiri (* 7. Juli 1987 in Algier) ist eine deutsch-algerische Modedesignerin. Bekannt wurde Lebdiri international für ihre Arbeit mit ihrem Modelabel Mizaan als Brückenbauerin mit der Modestilrichtung Modest-Fashion. Der ARD nannte sie jüngst „Die Mode-Botschafterin“ in einer halbstündigen Reportage über ihre Arbeit.  Sie selbst beschreibt die Mode als eine Quelle der Stärke, welche sie in jungen Jahren für sich in gefunden habe und an weitere Frauen und Generationen weitergeben möchte.
Mit über 15 entstandenen Kollektionen, zahllosen Foto- und Filmkampagnen, internationalen medialen Veröffentlichungen und Modenschauen in verschiedensten Metropolen der Welt wie London, Dubai und Washington D. C ist Mizaan eines der größeren deutsche Modelabel für Modest-Fashion. Seit einiger Zeit ist sie als Dozentin für Kostümdesign an der Technischen Hochschule Mannheim tätig.

## Kindheit
Nach ihrer Geburt in Algeriens Hauptstadt Algier, kam Meriem Lebdiri im Alter von sechs Jahren mit ihren Eltern nach Deutschland. Sie ist die älteste Tochter von insgesamt fünf Kindern. Mit elf Jahren begann sie aus freien Stücken ein Kopftuch zu tragen, welches sie als Ausgangspunkt ihres Interesse für die Mode beschreibt. Meriem fühlte sich als muslimische Jugendliche in Deutschland anders und nicht dazugehörig, denn sie fand keine Kleidung, die ihre Identität widerspiegelte. Bauchfreie Mode und hüfthohe Schlitze kamen für die junge Muslima in den 1990er Jahren genauso nicht in Frage wie importierte traditionelle Kleidung. So fing Lebdiri an mit zwölf Jahren ihre Mode – beeinflusst von den Trends der Zeit und ihrem Bedürfnis nach mehr Stoff – zu zeichnen und mit der Hilfe ihrer Mutter umzusetzen. Die Ergebnisse waren unter anderem mehrfach gewickelte Wickelröcke und Knotenblusen mit einer extra Lage Stoff über dem Bauch. Laut Lebdiri wusste sie schon damals, dass Modedesign ihr Weg sein sollte.

## Mizaan
Nach ihrer Ausbildung zur Modedesignerin begann Lebdiri 2012 Kollektionen zu entwerfen, diese mit regionalen Fotografen und Models abzulichten und auf ihrer Facebook-Seite Mizaan zu präsentieren. Mizaan ist das arabische Wort für „Gleichgewicht, Balance“ und steht für das Vereinen und Ausbalancieren vom westlichen Modeverständnis und dem Bedürfnis nach mehr Stoff.
Ihre erste Kundin beschreibt Lebdiri als Frau jüdischen Glaubens Mitte 40, die starken Gefallen an Lebdiris Mode fand. So wurde Lebdiri klar, dass Modest-Fashion durchaus größer war, als ausschließlich Mode für Musliminnen zu sein.
Heute beschreibt Lebdiri die Modest-Fashion als gemeinsame Bewegung von muslimischen, christlichen und jüdischen Frauen, die bewusst mehr Stoff wollen und weniger Haut zeigen möchten.
Im Jahr 2015 war Lebdiri mit Mizaan bei den Top 10 Modest Fashion Awards in London vertreten.
Mediale Aufmerksamkeit erlangte das Label nach und nach mit dem international erweckten Interesse an Modest Fashion als Industrie aber auch gezeichnet von der in Deutschland andauernden „Kopftuchdebatte“. So folgten Interviews, Reportagen, und Fernsehauftritte Meriem Lebdiris in Deutschland.

## Soziales Engagement
Im Juni 2018 leitete Meriem Lebdiri einen Mode-Workshop mit dem Titel „Dream & Design for Disabilities“ für Menschen mit Behinderung. In Kooperation mit Jakarta Modest Fashion Week sollten so noch mehr Menschen an Mode teilhaben können und deren Wünsche berücksichtigt werden. Laut Meriem ist ihr das Thema besonders wichtig, da sie sich auch lange Zeit von der Modewelt übersehen gefühlt habet und dieses Gefühl für weitere Menschen aufbrechen will. Die Ergebnisse des Workshops werden auf der Jakarta Modest Fashion Week im Juli 2018 präsentiert.